# Ардуэн, Жан
Жан Ардуэ́н (также Жан Гардуэ́н, Иван Гардуе́н; фр. Jean Hardouin; 23 декабря 1646, Кемпер, Бретань — 3 сентября 1729, Париж) — французский учёный-иезуит, специалист по античной филологии, историк и богослов, работавший учителем и библиотекарем в Париже.

## Биография
Родился в Кемпере, Бретань. Приобрёл начальное образование и вкус к литературе в книжном магазине своего отца. Двадцати лет от роду, он вступил в Орден иезуитов. В 1683 году возглавил французскую Королевскую библиотеку (фр. College Louis le Grand). Современники поражались обширности его познаний и нечеловеческой работоспособности:
научным изысканиям он посвящал всё своё время с 4 часов утра и до поздней ночи.
Жан Ардуэн считался непререкаемым авторитетом в области богословия, археологии, изучения древних языков, нумизматики, хронологии и философии истории. В 1684 году он издал речи Темистия (Фемистия); опубликовал работы о Горации и по античной нумизматике, а в 1695 году представил на суд общественности исследование последних дней Иисуса, в котором, в частности, доказал, что по традициям Галилеи Тайная вечеря должна была состояться в четверг, а не в пятницу.
В 1687 году французское Церковное собрание поручило ему колоссальную по объёму и значению задачу: собрать материалы всех Церковных соборов (лат. Conciliorum collectio regia maxima), начиная с Ι века новой эры, и, приведя их в соответствие с изменившимися догмами, подготовить к печати. Работу заказал и оплатил Людовик XIV. Спустя 28 лет, в 1715 году, титанический труд был окончен. Янсенисты и адепты других богословских направлений в течение 10 лет оттягивали издание, пока в 1725 году материалы Церковных соборов, наконец, не увидели свет. Благодаря качеству обработки и умению систематизации материала, до сих пор считающегося образцовым, он выработал новые критерии для современной исторической науки.
Одновременно с главным трудом жизни, Гардуэн издавал и комментировал многие тексты (прежде всего «Критику „Естественной истории“ Плиния», 1723). Но, несмотря на то, что безупречный образ жизни и научные достижения учёного-иезуита снискали ему славу и уважение в образованных слоях общества, его критика письменного наследия античности вызывала ожесточённые нападки коллег.

### Сочинения
Первой опубликованной работой было издание произведений Фемистия, в котором было не менее 13 новых речей. Под руководством Жана Гамье (1612—1681) он участвовал в редактировании «Естественной истории» Плиния. Его интерес вызвала нумизматика; он опубликовал несколько работ в этой области.
Основные произведения:
- Nummi antiqui populorum et urbium illustrati (1684)
- Antirrheticus de nummis antiquis coloniarum et municipiorum (1689)
- Chronologia Veteris Testamenti ad vulgatam versionem exacta et nummis illustrata (1697)
- Chronologiae ex nummis antiquis restitutae (1693)
- Ad censuram scriptorum veterum prolegomena.
- De supremo Christi Domini paschate(1693)
- De baptismo quaestio triplex: de baptismo pro mortuis... (1687)

### Критические взгляды
Гардуэн утверждал, что все соборы, якобы происходившие до Тридентского собора, являются фикцией. В его трудах содержатся утверждения, что бо́льшая часть античных произведений сфальсифицированы монахами в XIII веке.  Он утверждал, что оригинальный текст Нового Завета был написан на латыни.

## Деяния вселенских соборов
Во второй половине XIX века при Казанской духовной академии  на основании книг Лаббе «Sacrosancta concilia ad Regiam editionem exacta» и Гардуэна «Conciliorum collectio regia maxima» был сделан перевод на русский язык документов семи Вселенских соборов, который был издан в семи томах, под названием: «Деяния вселенских соборов» (первый том был издан в 1859 году).
- Том 1. I-III Вселенские Соборы. 3-е изд. Казань, 1910.
- Том 2. III Вселенский Собор (продолжение). 2-е изд. Казань, 1892
- Том 3. IV Вселенский Собор. Казань, 1908.
- Том 4. IV Вселенский Собор (окончание). Казань, 1908.
- Том 5. V Вселенский Собор. 4-е изд. Казань, 1913.
- Том 6. VI Вселенский Собор. 3-е изд. Казань, 1908.
- Том 7. VII Вселенский Собор. 3-е изд. Казань 1909.

### Псевдонаучные публикации
- Топпер У. «Великий обман. Выдуманная история Европы. Планомерная фальсификация прошлого от Античности до эпохи Ренессанса» — «Нева», СПб, 2004
- Габович Е. Я. «Часть 1. Критика хронологии и историографии в прошлом: четыре классика»